# Ln (Unix)
Az ln egy standard Unix parancs, mely egy "linket" hoz létre egy állományra. A UNIX fájlrendszerének egyik jellemző sajátossága a láncolás (linkelés) fogalma, ami a DOS és más egyfelhasználós operációs rendszerek alatt nem található meg.

## Használata
A parancs általános alakja:
ln [opciók] forrás [cél]
ln [opciók] forrás... könyvtár
Amennyiben az utolsó argumentum egy létező könyvtár, az ln program minden más megadott fájlhoz létrehoz egy kötést ebben a könyvtárban (azonos néven). Ha csak egy fájl adott, ahhoz az aktuális könyvtárba hoz létre kötést. Különben ha két fájl adott, az elsőhöz hoz létre kötést a második által megadott néven. Hibát jelent, ha az utolsó argumentum nem könyvtár és kettőnél több fájl adott.
Alapértelmezés szerint kemény kötéseket (hard link) hoz létre, és nem törli a már létező fájlokat.

## Opciók
- -b, --backup

A törlendő fájlokról biztonsági másolatot (backup) készít.
- -d, -F, --directory

A szuperfelhasználónak (root) megengedi könyvtárakra vonatkozó kemény kötések létrehozását.
- -f, --force

Törli a már létező célfájlokat.
- -i, --interactive

Megkérdezi, hogy törölheti-e a már létező célfájlokat.
- -n, --no-dereference

Amennyiben a megadott cél egy könyvtárra mutató szimbolikus link, megkísérli ezt a kötést felülírni, nem pedig az általa mutatott könyvtárban hozza létre a kötést. Ez az opció célszerűen a --force -szal együtt használható.
- -s, --symbolic

Szimbolikus linket hoz létre hard link helyett. Ez az opció hibaüzenetet ad olyan fájlrendszereken, amelyek nem támogatják a szimbolikus linkeket.
- -v, --verbose

Bőbeszédű üzemmód: minden kötésbe kerülő fájl nevét kiírja.
- --help

Használati útmutatót ír a standard kimenetre, majd kilép.
- --version

A program verziójáról ír ki információt a standard kimenetre, majd kilép.
- -S, --suffix backup-suffix

Az egyszerű biztonsági mentés fájlok végződését (suffix) alapértelmezés szerint a SIMPLE_BACKUP_SUFFIX környezeti változó állítja be. Ezzel az opcióval ezt lehet felülbírálni. Amennyiben egyik sem adott (sem a környezeti változó, sem az opció), a végződés `~' lesz, mint az Emacs-ban.
- -V, --version-control {numbered,existing,simple}

A biztonsági mentések típusa a VERSION_CONTROL környezeti változóval állítható be. Ez az opció ezt bírálja felül. Ha VERSION_CONTROL-nak nincs értéke, és ez az opció sem adott, az alapértelmezett mentési típus az `existing'. A VERSION_CONTROL illetve az opció értéke a GNU Emacs `version-control' változójához hasonló; felismernek olyan szinonimákat is, melyek jobban jellemzőek. Az érvényes értékek (egyértelmű rövidítés megengedett):
```
   `t' vagy `numbered'
       Mindig sorszámozott mentés készül.
```

```
   `nil' vagy `existing'
       Sorszámozott biztonsági mentést készít azokról a fájlokról, melyeknek már van, a többiekről pedig egyszerű mentést.
```

```
   `never' vagy `simple'
       Mindig egyszerű mentés készül.
```